# Federazione di rugby a 15 della Spagna
La Federación Española de Rugby (Federazione spagnola di rugby) è l'organismo di governo del rugby a 15 in Spagna.
La FER nacque nel 1923 e debuttò a livello internazionale nel 1929, quando la Nazionale di Spagna incontrò l'Italia, anch'essa al suo esordio, a Barcellona.
Nel 1934 fu tra le Federazioni fondatrici della FIRA.
Nel 1964 e nel 1971 fu premiata con il Trofeo General Moscardó per il suo impegno nella diffusione del rugby in Spagna.
Dal 1988 è affiliata all'International Rugby Board.
Il miglior risultato a livello internazionale è la partecipazione della Spagna alla Coppa del Mondo di rugby 1999, unica volta in cui la rappresentativa prese parte a tale competizione.
La sede principale della F.E.R. si trova a Madrid.
Dal 31 maggio 2014 il presidente della Federazione è Alfonso Feijóo, già giocatore e C.T. della Nazionale.